# Municipio de Washington (condado de Adams, Indiana)
El municipio de Washington (en inglés: Washington Township) es un municipio ubicado en el condado de Adams en el estado estadounidense de Indiana. En el año 2010 tenía una población de 10151 habitantes y una densidad poblacional de 104,45 personas por km².

## Geografía
El municipio de Washington se encuentra ubicado en las coordenadas 40°47′34″N 84°56′43″O / 40.79278, -84.94528. Según la Oficina del Censo de los Estados Unidos, el municipio tiene una superficie total de 97.19 km², de la cual 97.09 km² corresponden a tierra firme y (0.1%) 0.1 km² es agua.

## Demografía
Según el censo de 2010, había 10151 personas residiendo en el municipio de Washington. La densidad de población era de 104,45 hab./km². De los 10151 habitantes, el municipio de Washington estaba compuesto por el 95.55% blancos, el 0.45% eran afroamericanos, el 0.3% eran amerindios, el 0.33% eran asiáticos, el 0.03% eran isleños del Pacífico, el 2.18% eran de otras razas y el 1.16% pertenecían a dos o más razas. Del total de la población el 7.49% eran hispanos o latinos de cualquier raza.